# Holly Johnson
William "Holly" Johnson, född 9 februari 1960 i Liverpool, är en brittisk sångare, låtskrivare, musiker, konstnär och författare. Han är mest känd som huvudsångare i Frankie Goes to Hollywood. Ett av Johnsons bravurnummer är låten "The Power of Love".

## Biografi
Vid fjorton års ålder tog sig Johnson förnamnet "Holly", inspirerat av skådespelerskan Holly Woodlawn, en av Andy Warhols vänner.
Johnson var 1977–1979 medlem i punkbandet Big in Japan. Från 1980 till 1987 var han sångare i Frankie Goes to Hollywood, som släppte två studioalbum: Welcome to the Pleasuredome och Liverpool.
År 1989 släppte Johnson sitt första soloalbum, Blast, vilket gick direkt in på brittiska albumlistans första plats.

## Diskografi

### Album med Frankie Goes to Hollywood
Studioalbum
- 1984 – Welcome to the Pleasuredome
- 1986 – Liverpool

Samlingsalbum
- 1985 – Bang!
- 1993 – Bang!... The Greatest Hits of Frankie Goes to Hollywood
- 1994 – Reload! Frankie: The Whole 12 Inches
- 2000 – Maximum Joy
- 2000 – The Club Mixes 2000
- 2001 – Twelve Inches
- 2001 – Rage Hard: The Sonic Collection
- 2009 – Frankie Say Greatest
- 2012 – Sex Mix
- 2012 – Frankie Said
- 2013 – The Best of Frankie Goes to Hollywood
- 2015 – Simply Frankie Goes to Hollywood
- 2022 – Essential Frankie Goes to Hollywood

### Soloartist
Album
- 1989 – Blast
- 1989 – Hollelujah (remixalbum)
- 1991 – Dreams That Money Can't Buy
- 1999 – SoulStream
- 2014 – Europa
- 2014 – Unleashed from the Pleasuredome (livealbum)

### Singlar
- 1979 – "Yankee Rose"
- 1980 – "Hobo Joe"
- 1989 – "Love Train"
- 1989 – "Americanos"
- 1989 – "Atomic City"
- 1989 – "Heaven's Here"
- 1990 – "Where Has Love Gone?"
- 1991 – "Across the Universe"
- 1991 – "The People Want to Dance"
- 1994 – "Legendary Children"
- 1998 – "Hallelujah!"
- 1999 – "Disco Heaven"
- 1999 – "The Power of Love"
- 2014 – "Follow Your Heart"
- 2014 – "In and Out of Love"
- 2015 – "Heaven's Eyes"
- 2015 – "Dancing With No Fear"
- 2016 – "Ascension"